# Christoforos-Vasilios Koutlis
Christoforos-Vasilios Koutlis (griechisch Χριστόφορος Βασίλειος Κουτλής, * 15. Oktober 2004 in Rafina) ist ein griechischer Mittelstreckenläufer, der sich auf den 800-Meter-Lauf spezialisiert hat.

## Sportliche Laufbahn
Erste internationale Erfahrungen sammelte Christoforos-Vasilios Koutlis im Jahr 2025, als er bei den Balkan-Meisterschaften in Volos in 1:48,24 min den sechsten Platz über 800 Meter belegte.
2025 wurde Koutlis griechischer Meister im 800-Meter-Lauf.

## Persönliche Bestleistungen
- 800 Meter: 1:48,17 min, 26. Juni 2022 in Thessaloniki
  - 800 Meter (Halle): 1:53,81 min, 18. Februar 2024 in Piräus